# راؤول زوريتا
راؤول زوريتا كانيسا (بالإسبانية: Raúl Zurita Canessa)‏ شاعر تشيلي من مواليد سنة 1950.

## حياته
يعتبر أشهر شعراء تشيلي، وأكثر الأصوات أصالةً في أميركا اللاتينيّة. كان خصمًا لدودًا لنظام أوغستو بينوشيه، فاعتُقِل وعُذّب في السجون. يعدّ النقاد شعره جزءًا من ثورة في اللغة الشعرية بدأت في سبعينيات القرن العشرين؛ ثورة تبحث عن قوالب جديدة للتعبير وأشكالًا تفترق على نحو راديكاليّ عن تلك التي كتب بها بابلو نيرودا قصائده. في العام 1988، حصل على جائزة بابلو نيرودا، ونال في العام 2000 الجائزة القوميّة في الأدب. 

## أعماله
- المَطهَر (1979)
- الجنّة خالية (1984)
- حُبّ تشيلي (1987)
- نشيد الأنهار التي يحبونها (1993)
- اليوم الأبيض (2000)
- قصائد ميّنة (2006)
- يوميات الحرب (2009)
- زوريتا (2001)

## روابط خارجية
- راؤول زوريتا على موقع IMDb (الإنجليزية)
- راؤول زوريتا على موقع ميوزك برينز (الإنجليزية)
- راؤول زوريتا على موقع قاعدة بيانات الفيلم (الإنجليزية)